# Crumomyia parentela
Crumomyia parentela är en tvåvingeart som först beskrevs av Eugène Séguy 1944.  Crumomyia parentela ingår i släktet Crumomyia och familjen hoppflugor. Inga underarter finns listade i Catalogue of Life.